# 해빙 (영화)
《해빙》은 2017년에 개봉한 대한민국의 영화이다. 원 제목은 ‘푸른 수염’이고 영어로는 ‘Blue Beard’였다. ‘푸른 수염’은 여러 명의 아내를 살해한 연쇄살인마와 그 비밀의 방문을 열게 된 아내의 이야기인 샤를 페로의 잔혹동화 <푸른 수염>에서 따왔다. 프랑스의 연쇄 살인범 질 드 레의 별명이 푸른 수염이었다.

## 캐스팅
- 조진웅: 변승훈 역
- 신구: 정 노인 역
- 김대명: 정성근 역
- 송영창: 조경환 / 남인수 역
- 이청아: 오미연 역[1]
- 윤세아: 조수정 역
- 김주령: 미숙 역
- 윤다경: 지숙 역
- 김경민: 병원장 역
- 이강재: 정경수 역
- 문정현: 변영훈 역
- 정도원: 문신남 역
- 손지나
- 정아미: 배정자 역
- 메리 조이 엘 아파르티: 경수 모 역
- 한철우: 관내 형사 역
- 조석현: 강남 형사 팀장 역
- 강민재: 강남 형사 팀원 1 역
- 강득종: 강남 형사 팀원 2 역
- 정진우: 강남 형사 팀원 3 역
- 윤병희: 병원 환자 1 역
- 유안: 병원 환자 2 역
- 서임철: 병원 환자 3 역
- 이재은: 병원 환자 4 역
- 유옥주: 병원 환자 5 역
- 백낙순: 로비 할머니 1 역
- 최청자: 로비 할머니 2 역
- 권순형: 고등학생 문신남 역
- 이다인: 뉴스 여자 아나운서 역
- 강주형: 지역 방송 아나운서 역
- 박기덕: 뉴스 남자 아나운서 역
- 최형석: 편의점 알바생 역
- 서수민: 아이스크림 가게 알바생 1 역
- 오진양: 아이스크림 가게 알바생 2 역
- 박희정: 오프닝 DJ 역
- 구은정: 기상캐스터 역
- 유옥주: 장모 (목소리) 역